# 泰緬鉄道

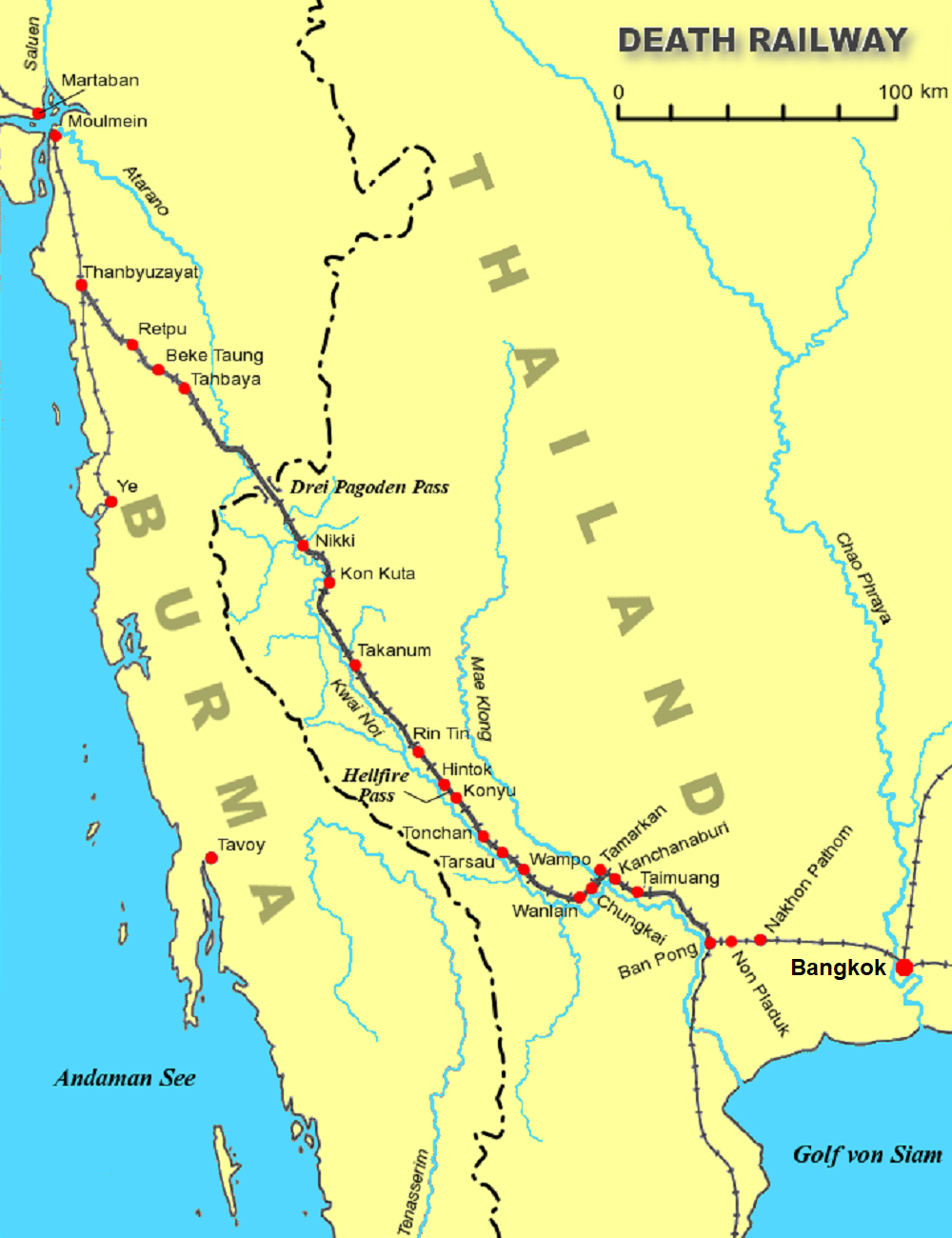
泰緬鉄道の経路

泰緬鉄道（たいめんてつどう、タイ語:ทางรถไฟไทย-เมียนมาร์、ビルマ語:ယိုးဒယား − မြန်မာ မီးရထားလမ်း ကြီး）は、太平洋戦争中にタイとミャンマーを結んでいた鉄道。旧日本陸軍によって建設・運行されたが、戦後イギリス軍が日本軍捕虜に命じて部分的に撤去され、現在はナムトックサイヨークノイ停車場で途切れている。日本軍の公式名称は泰緬連接鉄道。英語名称は「Thai-Burma Railway（またはBurma Railway）」だが、大量の死者を出した過酷な建設労働から、英語圏ではむしろ「死の鉄道 (Death Railway) 」の名で知られる。存置部分はタイ国有鉄道南本線ナムトック支線として運行されている。深い自然の中を通っているため風光明媚であり、「チョンカイの切り通し」「タム・クラセー桟道橋（アルヒル桟道橋）」など見所も多いため、観光客に人気の路線となっている。

## ルート

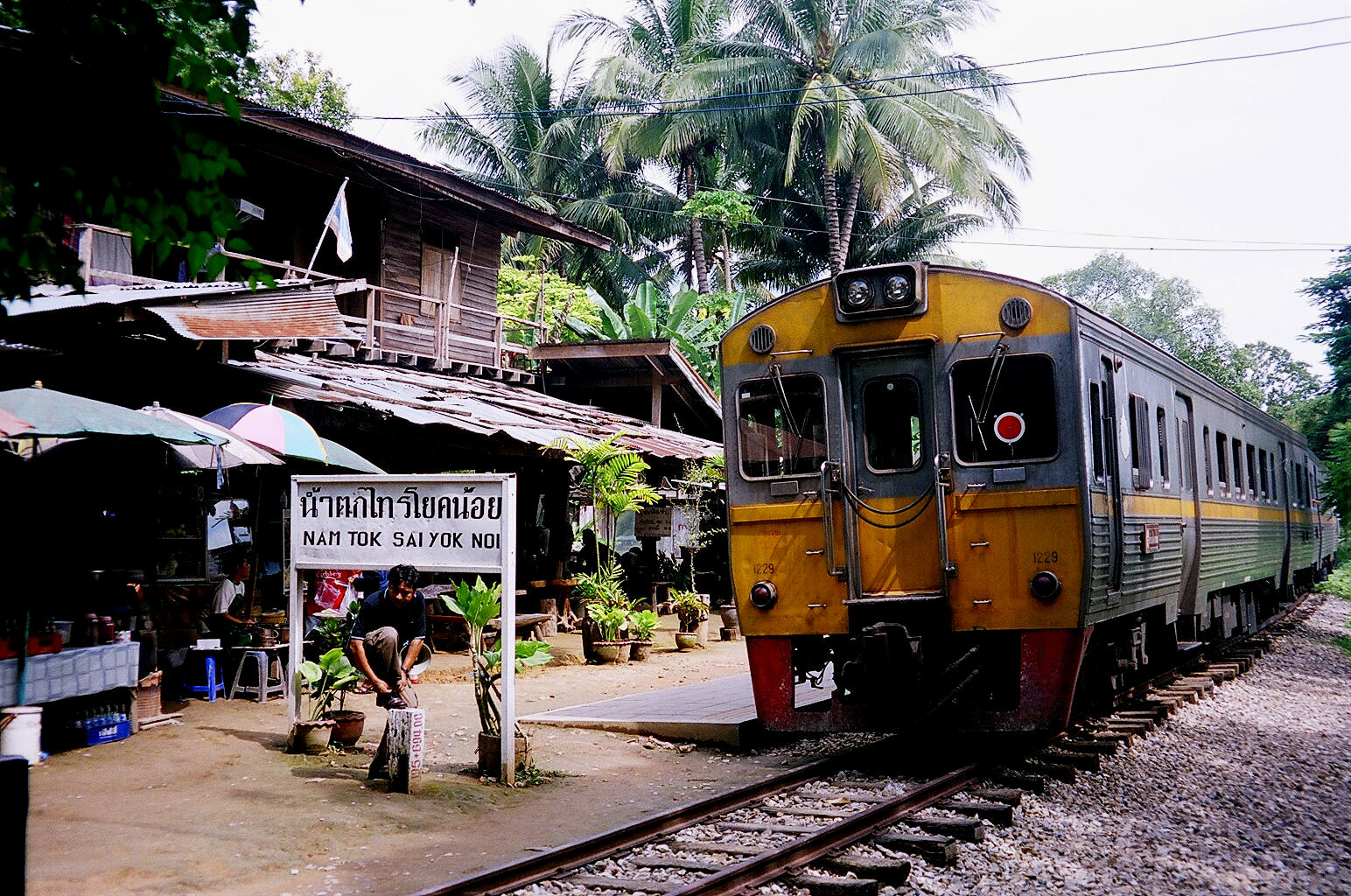
泰緬鉄道の現在の終点、ナムトックサイヨークノーイ停車場

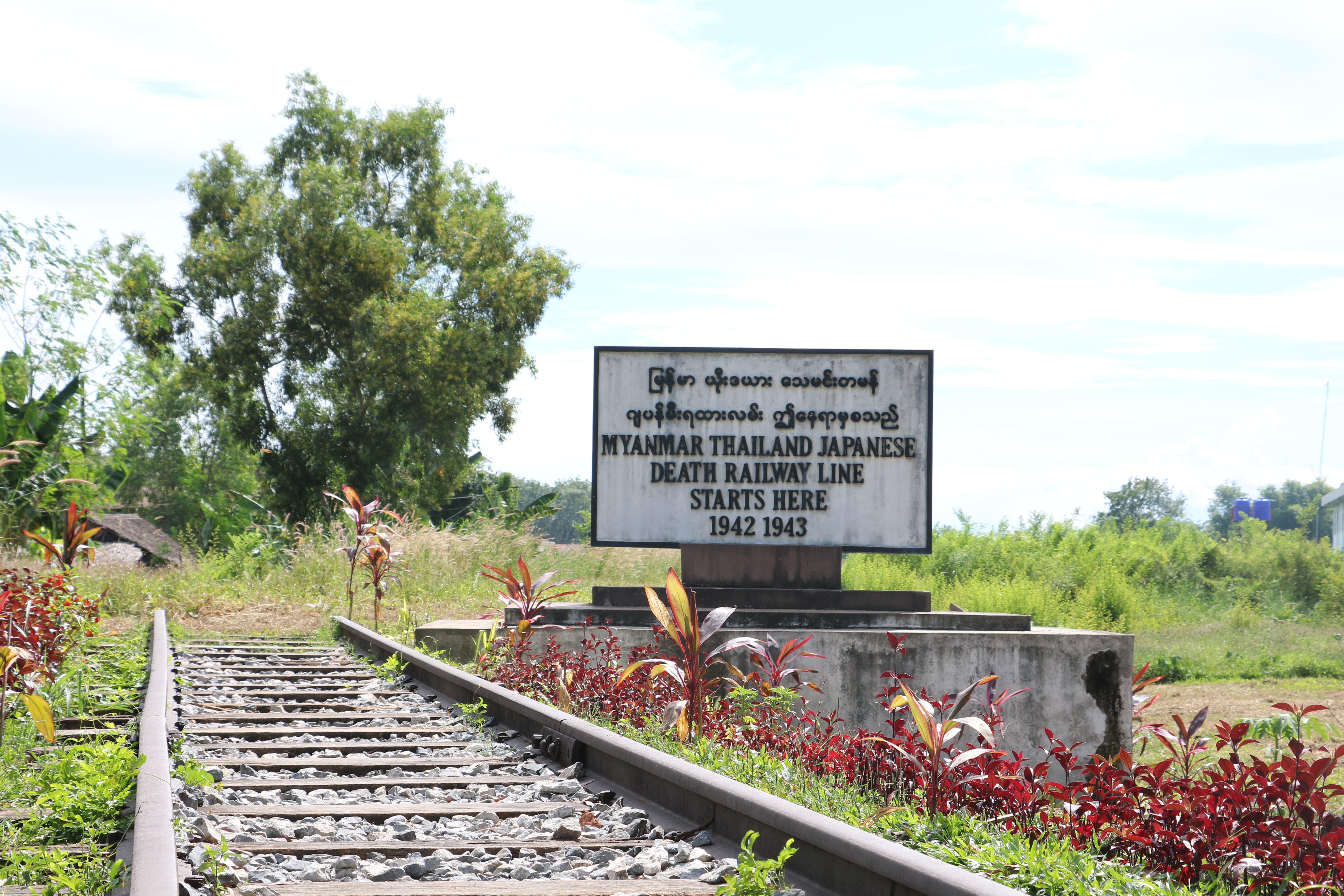
タンビュザヤにあるミャンマー側の起点

バンコクのトンブリー駅（旧バンコクノーイ駅）を始発駅とし西部へ進みナコーンパトム県、ラーチャブリー県、カーンチャナブリー県を通り、ミャンマー（タンビザヤを経て）・ヤンゴンへ至る。現在では泰緬（タイ・ミャンマー）両国の国境付近の鉄道はイギリスによって撤去させられたため、タイ側ではトンブリー駅（旧バンコクノーイ駅）からナムトック駅（臨時列車がナムトックサイヨークノーイ停車場まで運行されることもある）まで1日2往復の列車が運行されている。

## 歴史

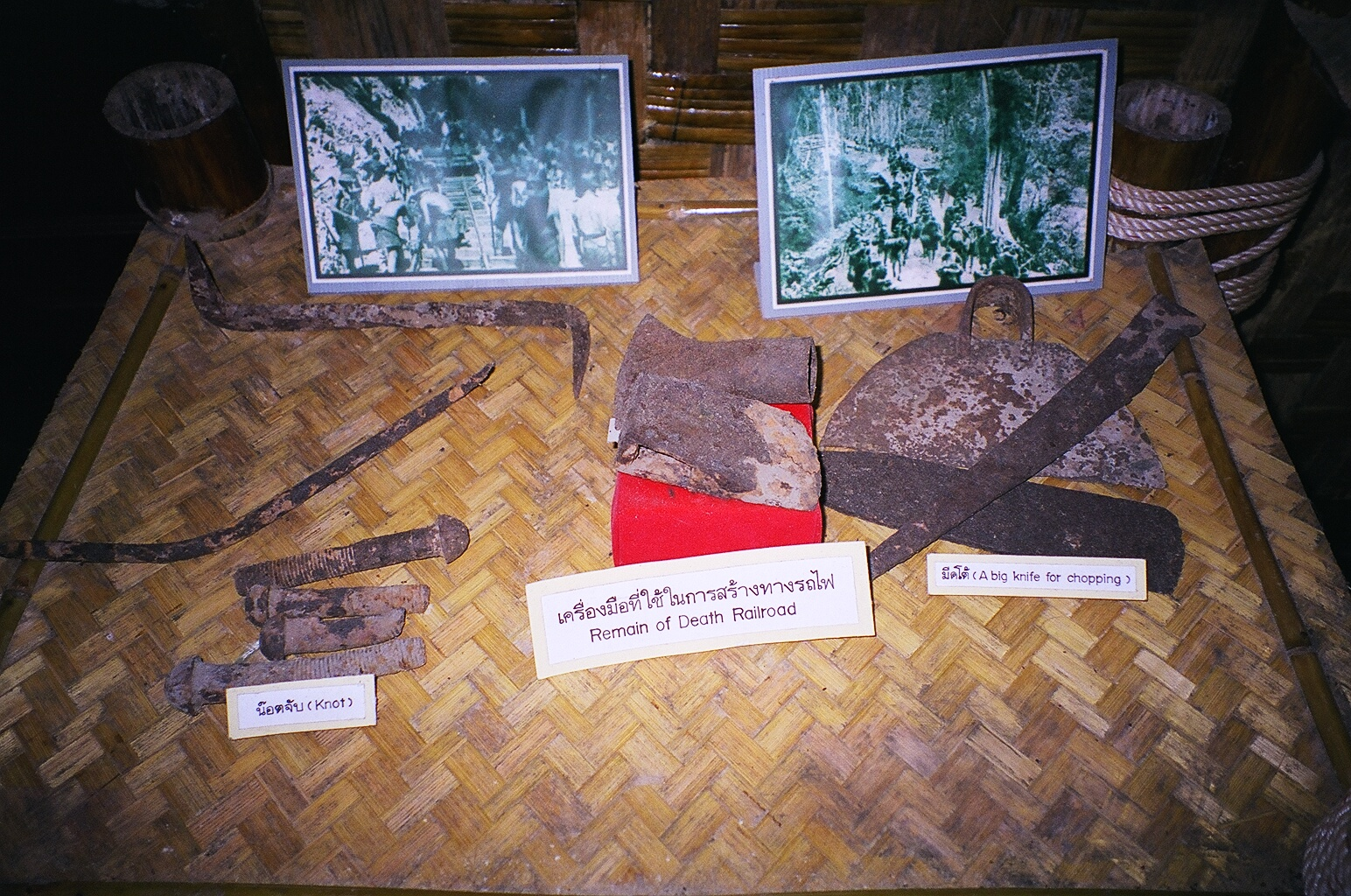
建設に使われたとされる道具

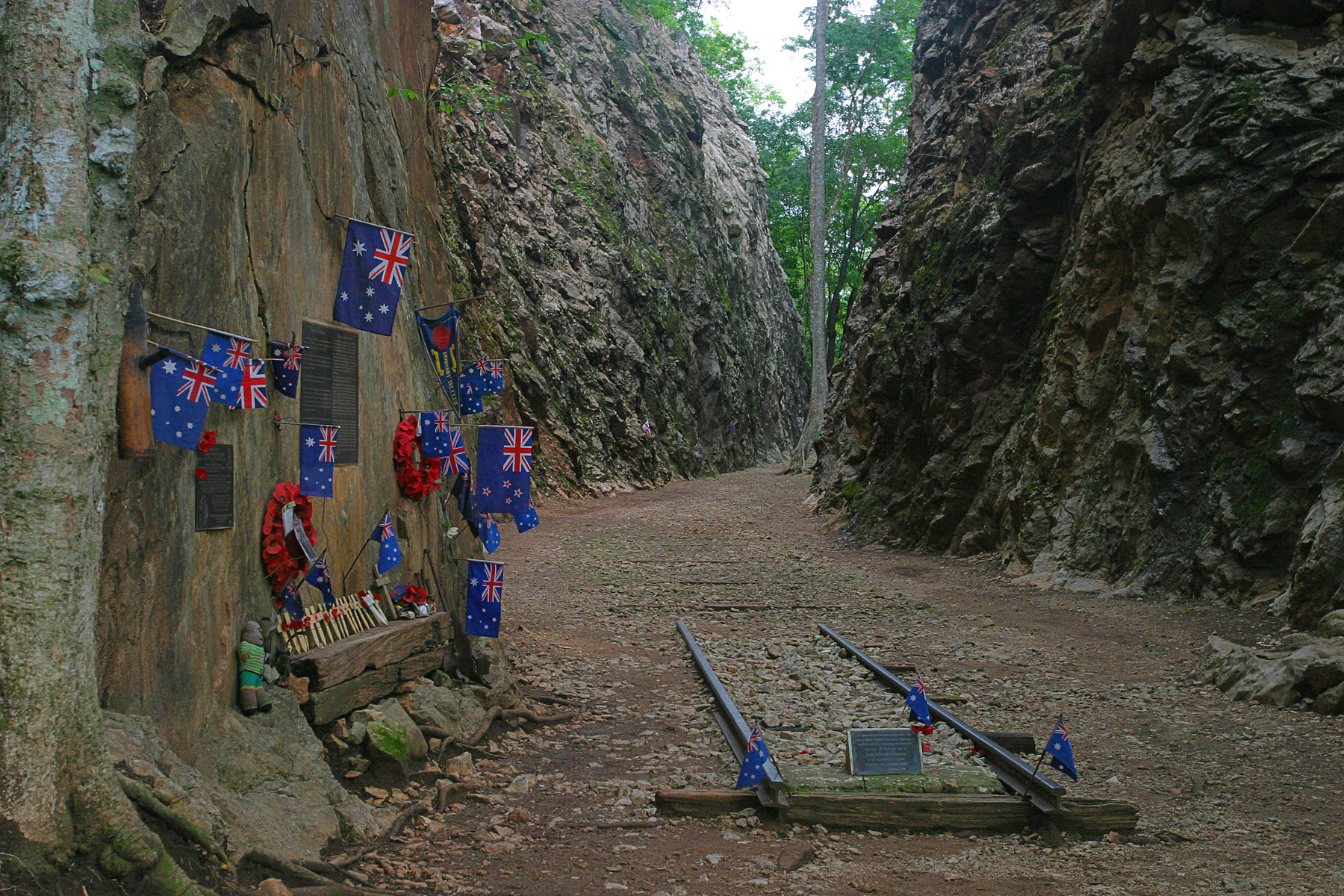
ヘルファイアー・パスと線路の跡

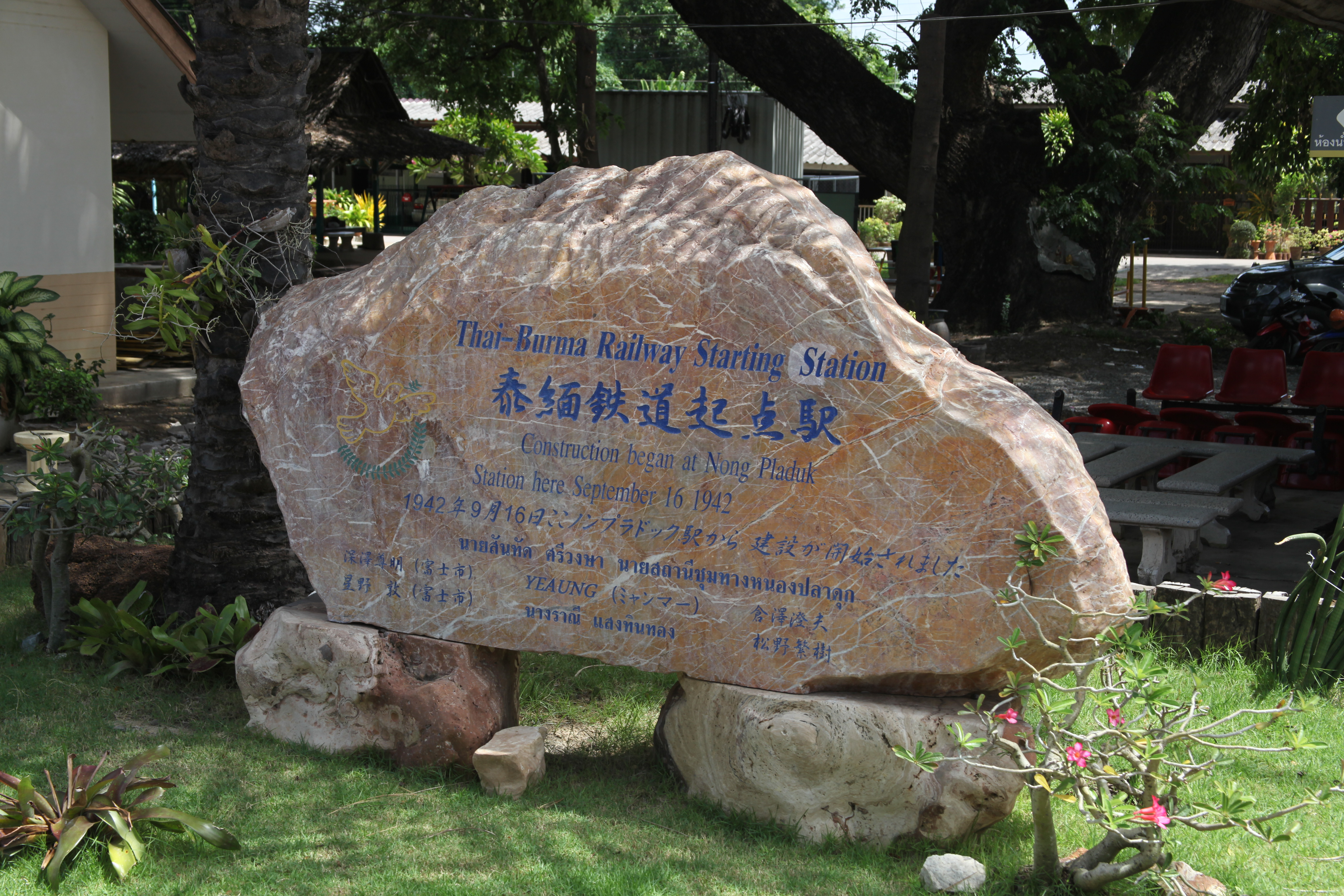
ノーンプラードゥック駅に設立された泰緬鉄道建設の石碑

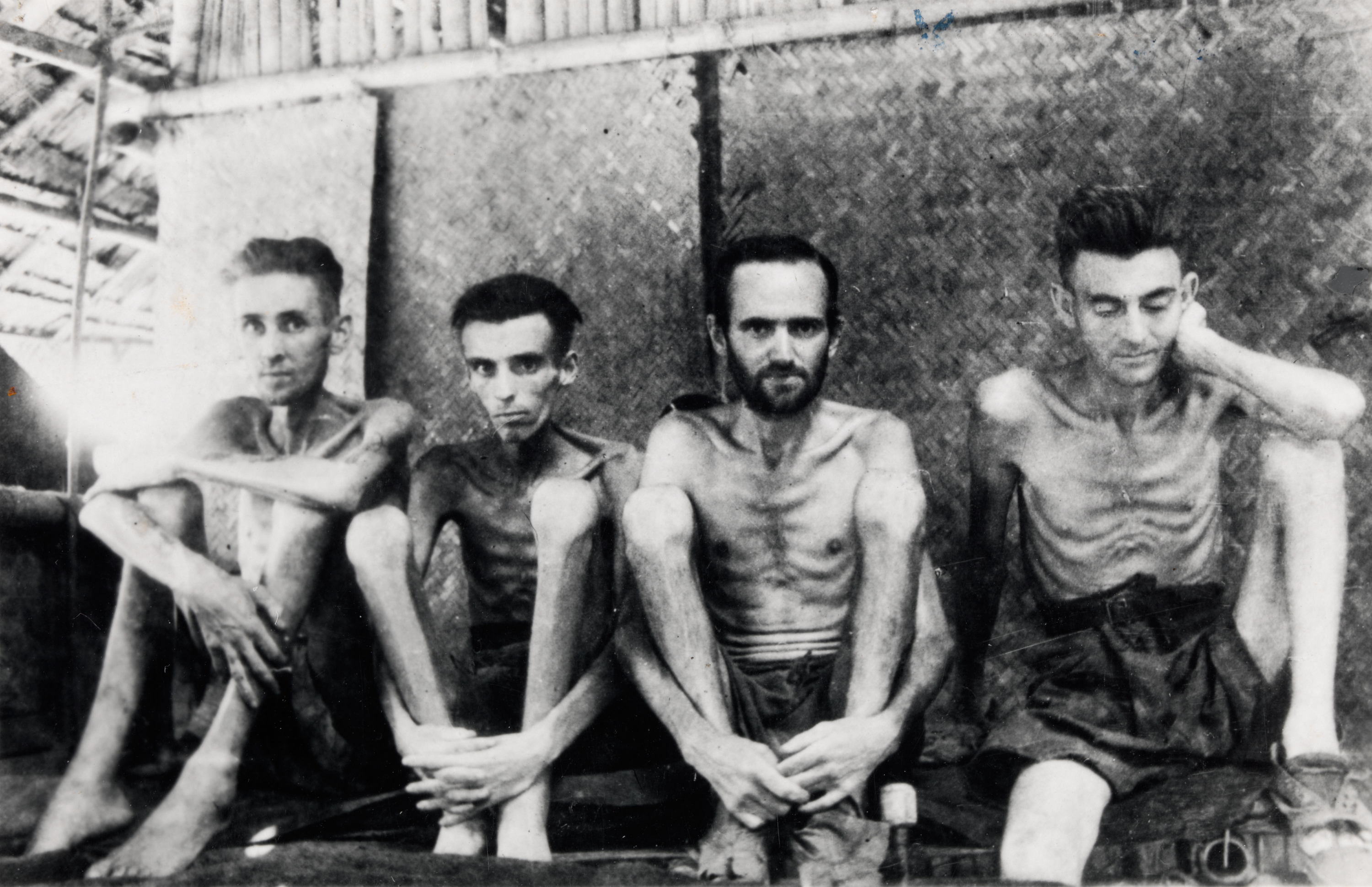
脚気を病んだ捕虜

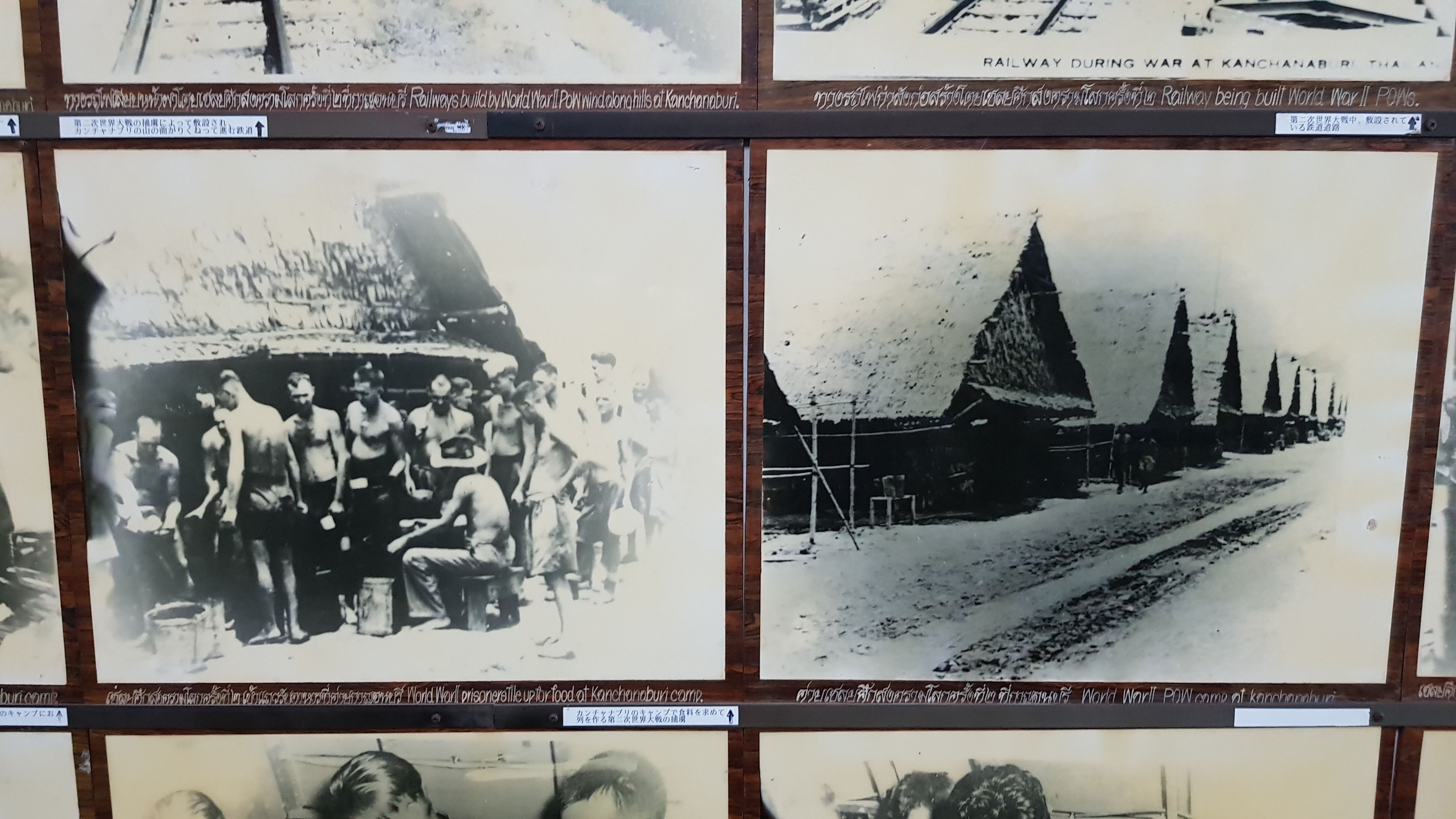
食事を待つ捕虜労働者（JEATH 戦争博物館蔵）

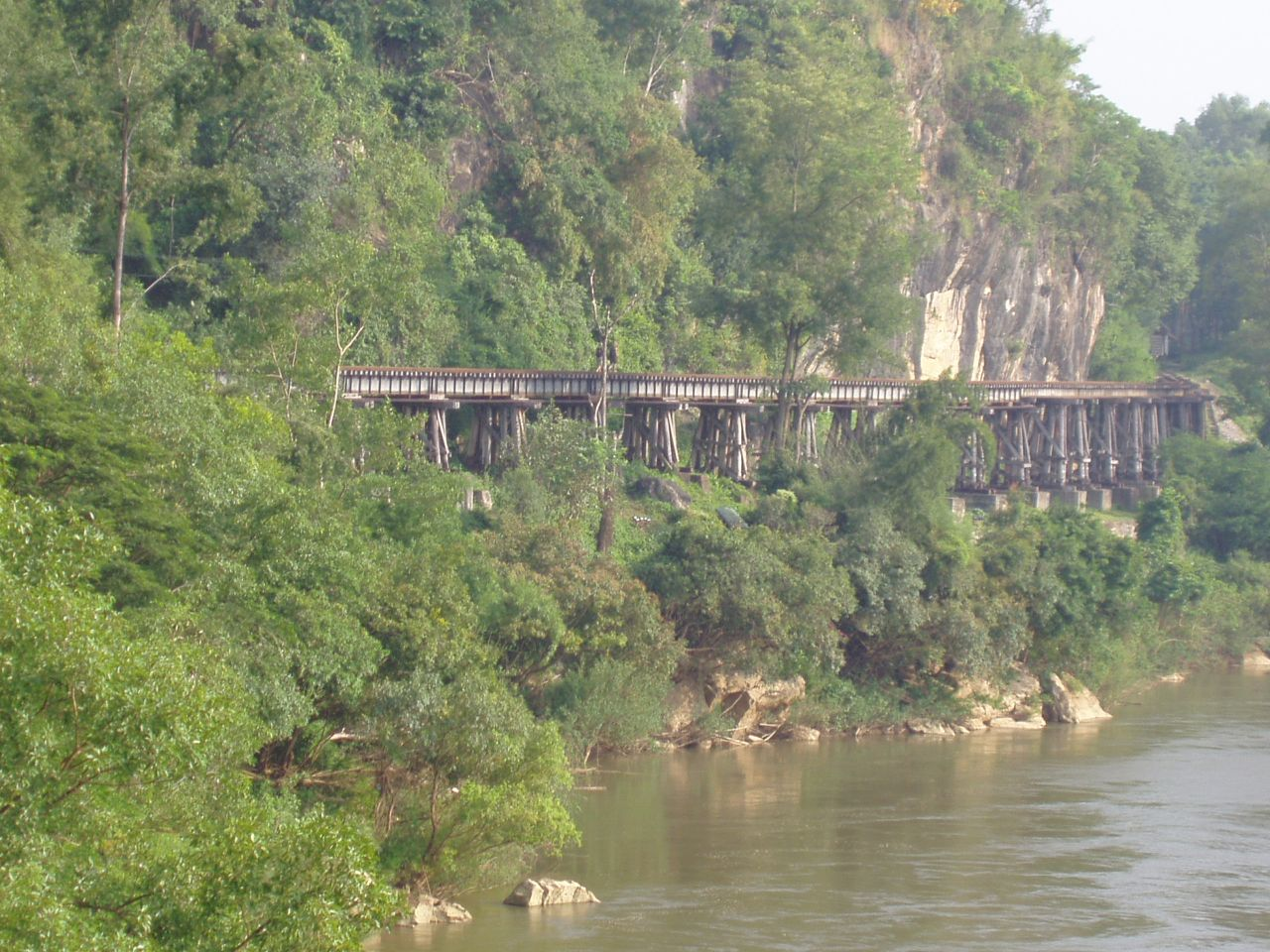
ロームシャ（労務者）と捕虜により建設された橋の一つ

### 建設までの経緯
この鉄道の建設は、20世紀初頭の英領ビルマ時代にイギリスが検討したが、地形が複雑で建設を断念した。戦時中の1942年、旧日本軍は海上輸送の危険を避け、またビルマ戦線の物資輸送ルートを確保するために建設を開始した。建設計画はイギリスが検討した5つの案（チェンマイ - トングー、ピッサヌローク・ターク - モールメン、現在のルート、カンチャナブリー - タボイ、チュンポン - メルグイ）の内の1つを踏襲している。背景としては、当時ビルマとタイの間にマラッカ海峡経由の海上輸送路以外に補給に適したルートが少なく、その海上輸送路もミッドウェー海戦などで日本側が劣勢になったため、海上輸送路とは別に陸上輸送路が求められたことによる。
発案者は、第2鉄道監部の参謀広池俊雄中佐で1941年10月18日、ハイフォンに向かう甲南丸の船上で司令官の服部尭太郎とともに思い付いたとされる。参謀本部の辻政信中佐によって大本営にプランが持ち込まれた。
その一方、泰緬鉄道は開戦前の1940年ごろから鉄道省技師の桑原弥寿雄が東京〜シンガポール線（＝大東亜縦貫鉄道）から西へ伸びる欧亜横断鉄道南ルートの一環として構想、研究しており、南方軍鉄道参謀の岩橋一男中佐はそれをベースに案をまとめ第2鉄道監部に現地調査、建設を指令したとする指摘もある。

### 完成まで
建設は迅速さを要求されたため、ビルマ側・タイ側両方から開始した。ビルマ・タイには既に多少の鉄道が建設されており、タイ側は1942年7月5日に南本線のノーンプラードゥック駅から、ビルマ側は同年6月28日にタンビュザヤより建設を開始した。建設の作業員には日本軍1万2000人、連合国の捕虜6万2000人（うちイギリス人6904人、オーストラリア人2802人、オランダ人2782人、アメリカ人133人の合計1万2621人が死亡）のほか、募集や強制連行による「ロウムシャ」と呼ばれたタイ人労働者数万人（正確な数は不明）、ミャンマー人18万人（うち4万人が死亡）、マレーシア人（華人・印僑含む）8万人（うち4万2000人が死亡）、インドネシア人（華僑含む）4万5000人が使役された。戦時下の突貫工事であったため、建設現場の環境は決して良いとは言えず、いわゆるタコ部屋労働だった。特に工事の後半の1943年には、翌年のインパール作戦に向けての準備に加えて敵潜水艦によって海上輸送が困難になったため、雨季にも関わらずさらなる迅速さが要求され、一日10時間以上の労働作業になった。虐待、食料不足からくる栄養失調とコレラ・赤痢・天然痘等の伝染病、マラリア、熱帯潰瘍にかかり、死者数が莫大な数に上り、これは「枕木一本、死者一人。」と言われるほどで、戦後に戦争犯罪として問題となった。待遇について、連合軍捕虜らが頻繁に激しい暴行にさらされていたことや終戦で救出されたとき骨と皮だけのように痩せ細っていたこと等が知られるが、東南アジア各地からの労働者の証言はまちまちで、全体としてみれば連合国軍捕虜以上の率で死者が出ていたと考えられるが、十分な食事が出なかった、食事の量も十分でタイ米はおいしかった、劣悪で食べられるようなものでなかった等様々である。キャンプによって扱いが全く違っていたと考えられている。犠牲者数は日本側とタイ・ミャンマー側の調査で食い違いが出るが、総数の約半分といわれる。特に巨大な一枚岩を掘り下げるなどしたヘルファイアー・パスと呼ばれる箇所や、断崖絶壁に沿わせるように木橋を建設したアルヒル桟道橋など未開発の地帯では、工作機械不足と突貫工事による人海戦術のため死者が多かったという。こうした労働者の多大な努力と犠牲のもと、当初5年はかかるといわれた建設が1943年10月に完成した。
完成後、1944年3月に開始されたインド国民軍と日本軍協同のインパール作戦で重要な役割を担った。
連合軍の爆撃機により空爆が行われ、橋は破壊・復旧を繰り返していたが、鉄道輸送は完全には止まらなかった。
当初の予定では一日の輸送量3,000 tの予定であったが工期短縮のため1,000 tになり、雨季の豪雨や空襲によりそれさえ達成できなくなった。突貫工事における欠陥により脱線事故が多発し沿線のあちこちに機関車や貨車の残骸が放置されていたという。
戦後、泰緬鉄道建設を担った鉄道連隊に所属する将兵や連合軍捕虜を管理した俘虜収容所の軍人・軍属らが、BC級戦犯として「捕虜虐待」などの戦争犯罪に問われ、処罰された（泰緬鉄道建設捕虜虐待事件を参照）。「ロウムシャ」の徴集には銃剣をつきつけ脅かして強制連行した例が見られるという。捕虜の動員については、保養地に行くと聞かされたので騙されたと感じたという捕虜の証言がある。また捕虜や労務者の輸送には赤十字の標識がされていない輸送船（いわゆるヘルシップ）が使用されたため、こちらも連合国軍の潜水艦の襲撃により大きな死者が出た。

### 戦後
日本軍の降伏後、1946年1月16日、イギリス軍司令部はニーケ - ソンクライ間4kmのレールの撤去を地区担当の日本軍鉄道隊に命じた。以後、ビルマ側の泰緬鉄道は順次取り外され、レールはモーラミャインに集結され、路盤は元のジャングルに返された（イギリスはこの鉄道がシンガポール港の重要性を下げる要因になると考えた）。イギリス政府はタイ政府に対し、撤去分断された泰緬鉄道を5千万バーツで売却した 。この結果、ミャンマー側の全線とタイ側の国境から3分の2にあたる区間が廃止となった。また、タイ側の一部はダムに沈んでいる。
なお、戦後の極東国際軍事裁判で、木村兵太郎元陸軍次官の死刑判決については、この鉄道建設で多数の死者が出ていたことをビルマ方面軍司令官として知らなかったはずがない、東條英機元首相の死刑判決については、東條が働かざる者食うべからずとして連合国軍捕虜に鉄道建設を行わせ、その結果死者を出したことが、それぞれ主要な判決理由となっている。（英米法系の国では、重要な保護責任のある者がそれに反して故意あるいは重大な過失や怠慢で他者を死なせた場合、謀殺・故殺と同視される。）
また、捕虜に対しての日本兵と同じ処遇が捕虜虐待の罪とされて絞首刑となった軍医・信沢寿など、BC級戦犯はシンガポールなど各地の軍事法廷で裁かれ処刑された。
現在、建設の中心部となったカーンチャナブリー市内には、連合国捕虜の共同墓地や戦争博物館が建設されている。また、日本軍が捕虜や労務者の死者のため1944年に建てたカンチャナブリ慰霊塔では、戦後もタイ日本人会による法要が続けられている。

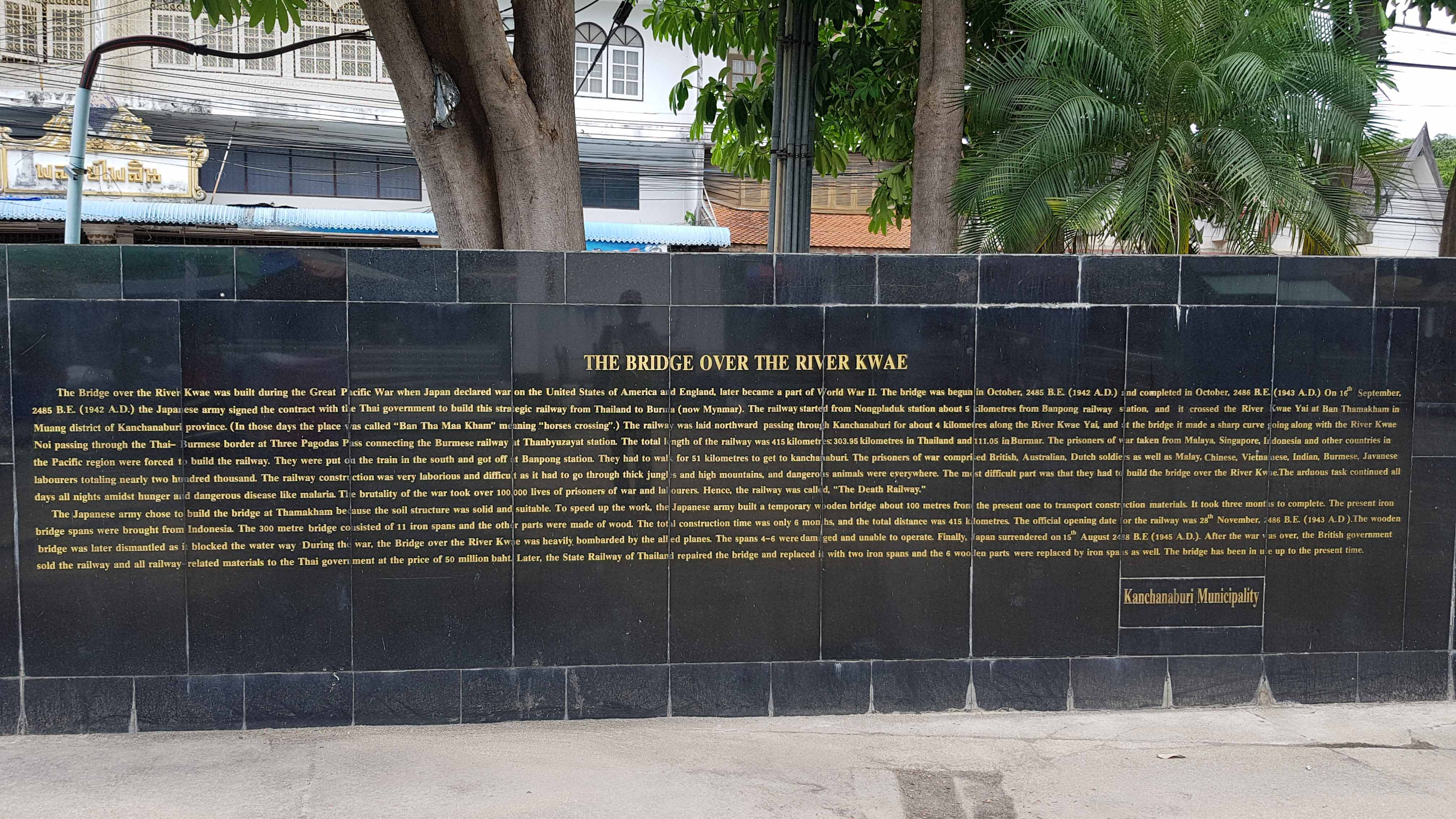
イギリスは泰緬鉄道のタイ国内部分をタイに5千万バーツで売却した。

現在、ミャンマー政府は、泰緬鉄道の廃線部分に新たな鉄道と幹線道路を建設する計画を進めている。

## 資材
泰緬鉄道の建設にあたっては日本からの資材輸送が期待できず、多くが現地調達で賄われた。測量や工事にあたってはゾウが活躍し『泰緬鉄道はゾウが作った』とも言われる。土木機械はひどく不足し、1943年2月に削岩機が届くまでは人手で岩石爆破を行っていた。

### レール
日本の勢力下に置かれた東南アジア各地の鉄道からレールとポイントが現地調達の名のもとに転用された。多くが30kgレールと呼ばれる種類だったが調達元によってイギリス、フランス、ドイツ、日本と産地がバラバラであったため規格が異なり、高さが異なるレールを接続する際には特殊な継目板が使われた。稼働中の路線から強引にレールを徴発したため、多くの区間が戦後に泰緬鉄道から取り外したレールで復旧された
- マレー鉄道東部線（ウエスト・コースト線）の大部分、クラアリビス－グマス駅間約300キロメートル（戦災を受けたまま復旧せず転用された）
- ビルマ鉄道マンダレー線、チェンゴン駅－ペグー（現・バゴー）駅間約620キロメートルの複線区間を単線化
- ビルマ鉄道プローム線、プローム駅－ラングーン（現・ラングーン）駅間
- タイ国鉄が提供したもの
- 国民政府向けの援蒋物資としてフランス領インドシナ・ハイフォン港に陸揚げされてノースアメリカンシンジケートの倉庫に残されていたフランス製のレール
- 日本国内からの追送品
- サイゴンで予備資材として備蓄されていた軌条150キロメートル分

### 木材
木材は土木工事や軌条の枕木、機関車の燃料として使われた。永久橋と呼ばれたメクロン河橋以外はすべて沿線から集めた木材で木橋が建設された。

### 車両
車両は日本国内から送ったものと現地調達のものが使用された。国内のものは軌間1067mmから1メートルへの改軌を行った上で使用した。

#### 機関車
- 国鉄C56形蒸気機関車 - 20両
- マレー鉄道O型蒸気機関車
- マレー鉄道P型蒸気機関車 - O型・P型合わせて10両
- ビルマ鉄道KS型蒸気機関車

#### 貨車
- マレー鉄道の有蓋車・無蓋車 - 約200両
- 日本国内から追送したワム（10トン積有蓋車）、トム（15トン積無蓋車） - 約100両

## 泰緬鉄道関連施設

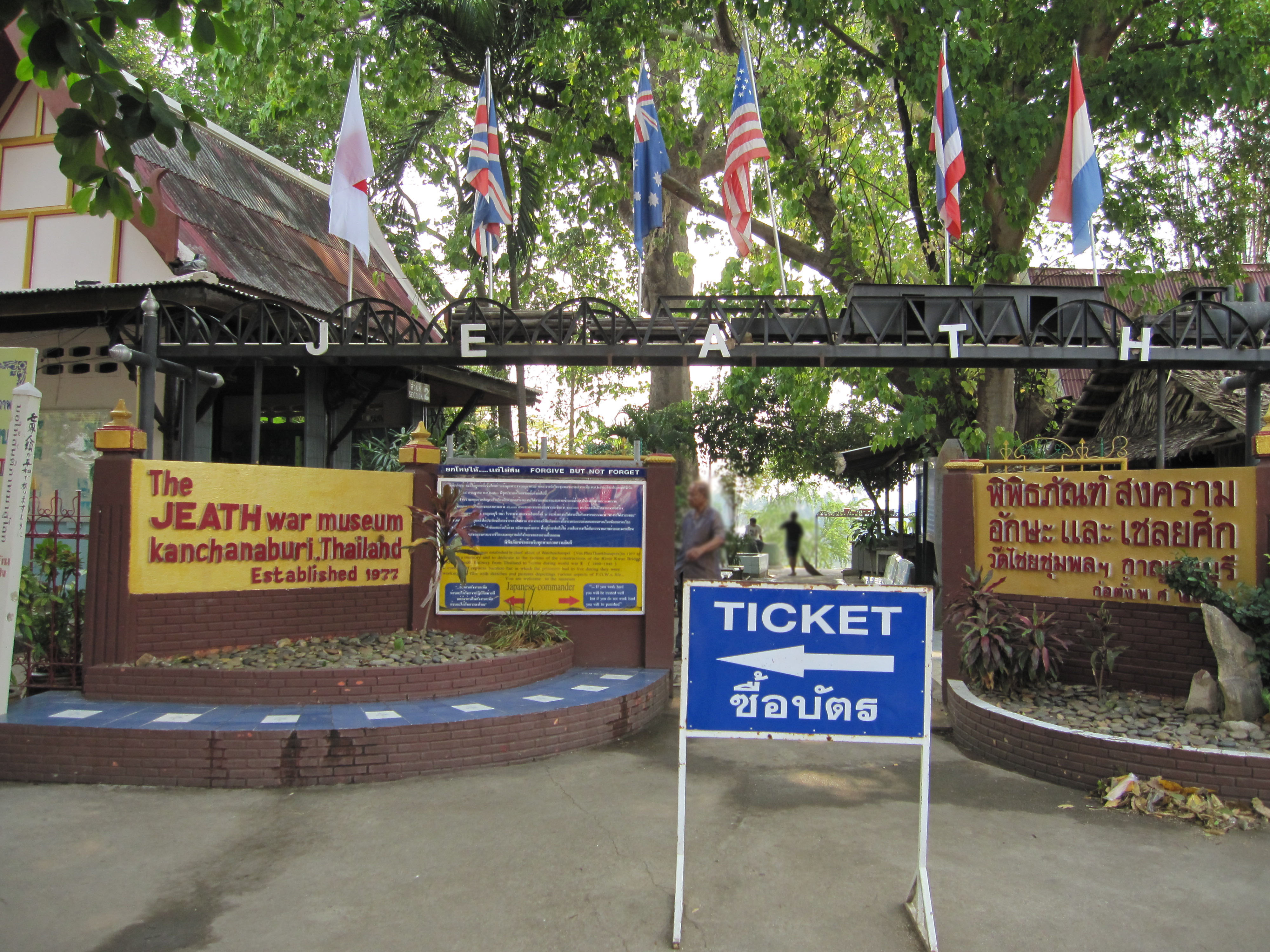
JEATH戦争博物館

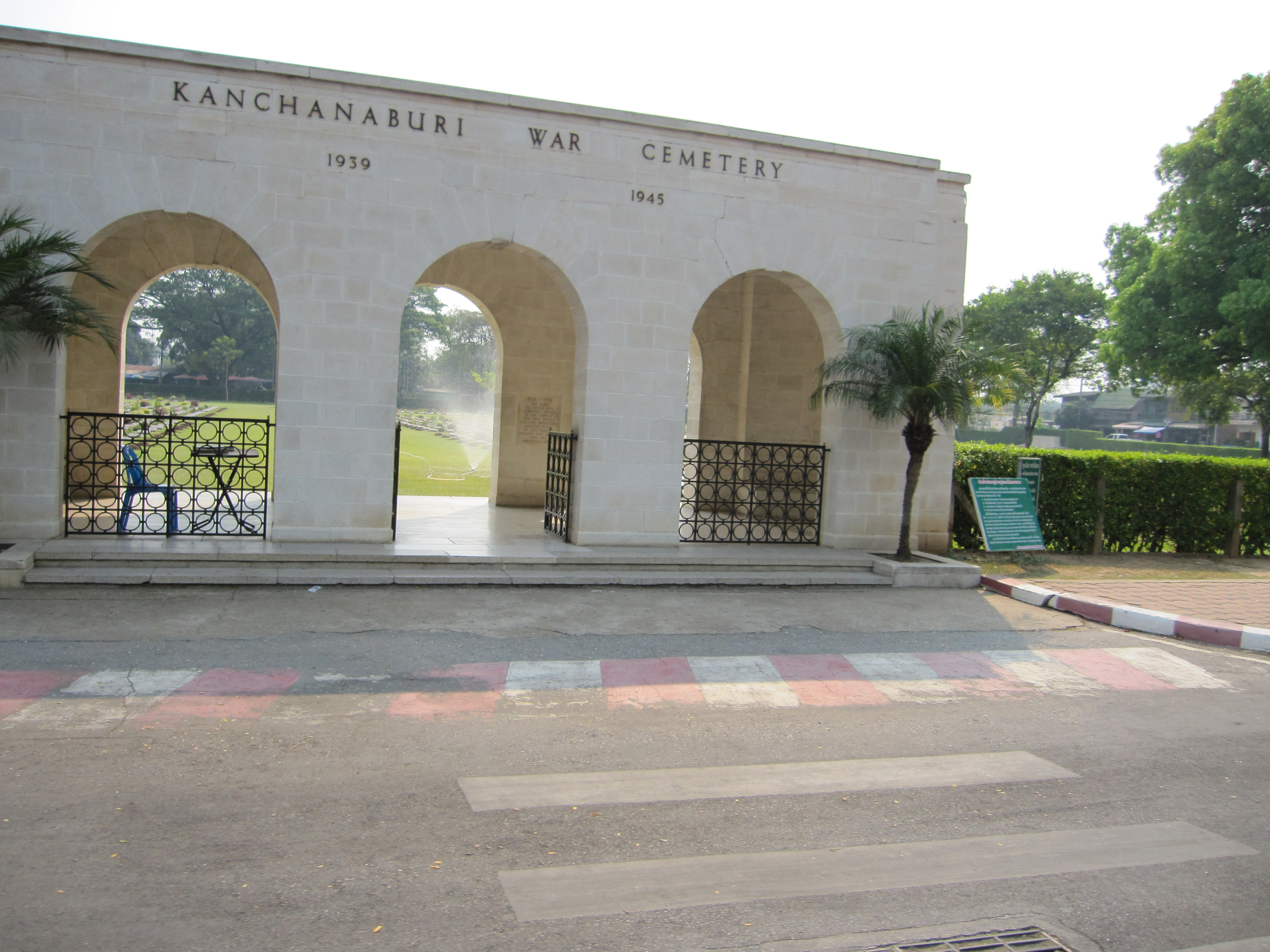
連合軍共同墓地

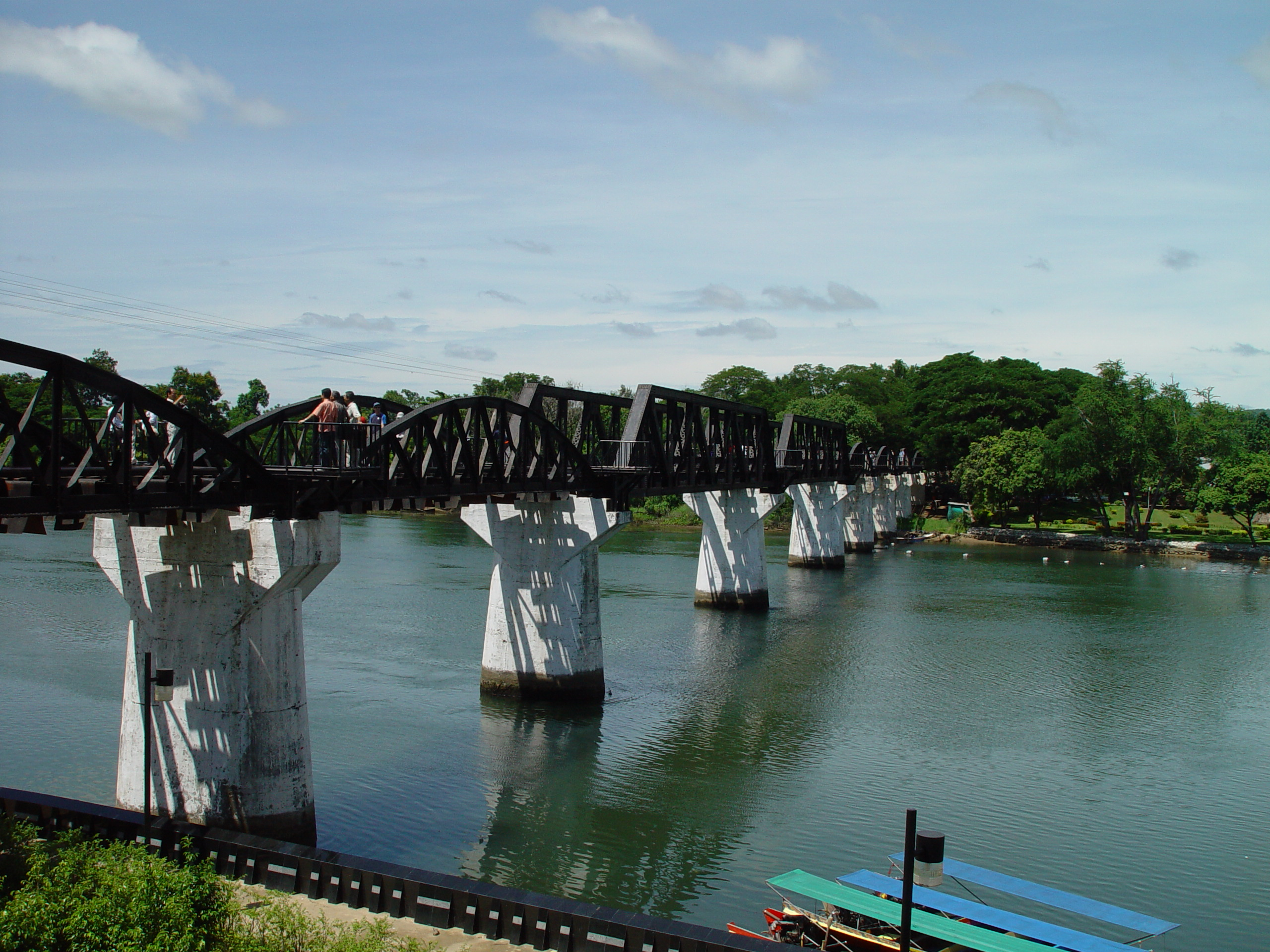
映画『戦場にかける橋』の舞台になったクウエー川鉄橋

観光地として整備されているのはタイ側であり、ミャンマー側の路線跡は紛争地帯の只中にあるため、ほとんど整備されていない。
- JEATH戦争博物館 (JEATH War Museum)  - 寺院の一角に建設されており、連合国軍が収容されていた、小屋や連合国軍捕虜による絵画作品などを多数展示している。JEATHとは、鉄道建設に関連した国・Japan（日本）、England（イギリス）、America（アメリカ）、Thailand（タイ）およびHolland（オランダ）の頭文字を取ったもの。当初はDEATHという案だったが、タイの国民性に合わないという理由でこのように名付けられた。
- 第二次世界大戦&JEATH戦争博物館 (World War II & JEATH War Museum)  - タイ人家族経営の博物館。入館料40バーツ。クウェー川鉄橋傍にある中国寺院。基本的にJEATHと同一内容の展示であるが、その他カーンチャナブリーの歴史に関する資料など、その他の博物も所蔵する。基本的に文物は雑然と並べられているが、コンクリート製・等身大の連合国捕虜の像など生々しいものが多い。クウェー川鉄橋を架ける前に作られた木橋の残骸もここで見ることができる。
- 死の鉄道博物館 (Death Railway Museum)  - 2003年にオーストラリア人が新設。入館料140バーツ。カーンチャナブリー駅近くの連合軍墓地横にある。インド洋に制海権のない日本軍がこの鉄道を必要としたことや、連合軍捕虜より劣悪な扱いを受けたアジア人労務者のほうがはるかに死亡率や死者が多いことなど、客観的な歴史に関する記述もある[26]。セメントが湿気で自然硬化する環境のため、トンネルを切通しとしたジオラマ展示などがある。
- ヘルファイアー・パス博物館 (Hellfire Pass Memorial)  - この博物館はカーンチャナブリー市の北西80km、カーンチャナブリー県内のサイヨーク郡にある。新しい博物館で非常に清潔な感じがする一方で、展示品が少ない。入場料は取っておらず寄付制。博物館は崖に面しており、ヴェランダから当時のヘルファイアー・パスと呼ばれた切り通しの建設現場を見ることができる。ヘルファイアーとは、夜を徹して行われた突貫工事のかがり火を地獄の送り火に見立てたもの。レールや枕木が一部残されている。
- カンチャナブリー戦争墓地 (Kanchanaburi War Cemetery)  - 主にイギリス人3,585人、オランダ人1,896人、オーストラリア人1,362人の兵士達の墓地。現在でも献花に来る人は多く、よく整備されている。
- チョンカイ連合軍共同墓地 (Chongkai War Cemetery)  - イギリス人1,373人、オランダ人314人、英国領インド人6人の墓地。上記より郊外にあるため訪れる人は少ないが、規模は上記より大きい。
- クウェー川鉄橋 - 戦場にかける橋で有名な橋。現在再建されている。

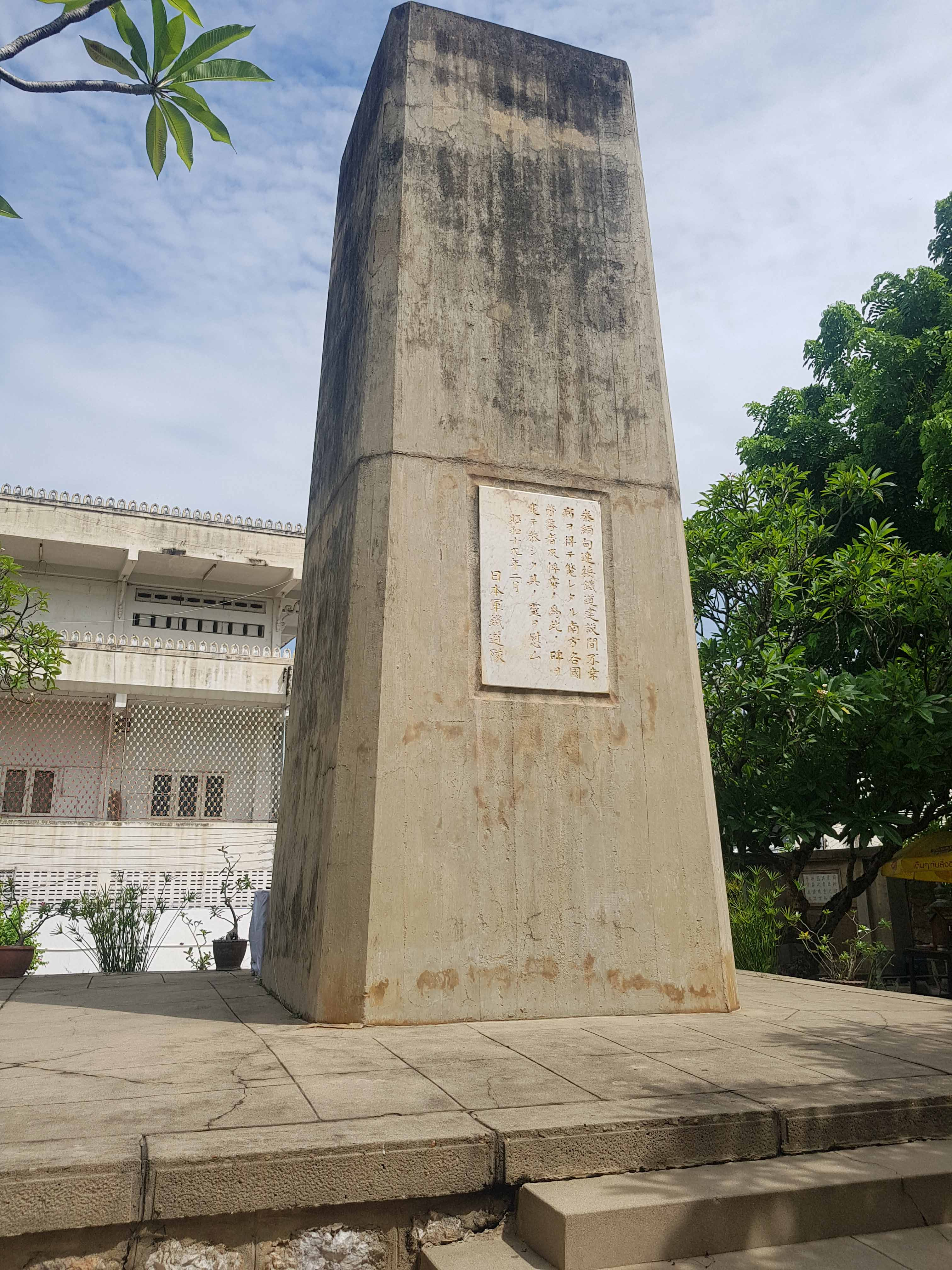
泰緬鉄道建設犠牲者慰霊碑

- 泰緬鉄道建設犠牲者慰霊碑カンチャナブリ慰霊塔 - 泰緬鉄道が完成した1944年2月に日本軍鉄道隊によって建てられたもので、クウェー川鉄橋（メクロン永久橋）の傍にある[19]。慰霊塔には鉄道建設に従事して死亡した連合国捕虜と東南アジアからの労務者を慰霊すると記されている[19]。
- サイヨークノーイ
- クウェー川平和寺院 - 当時捕虜の尋問などに当たった憲兵隊の元陸軍通訳永瀬隆が、連合国捕虜および戦病死した日本兵の慰霊と平和祈願のために1985年2月に建設した寺院。

## 現存車両

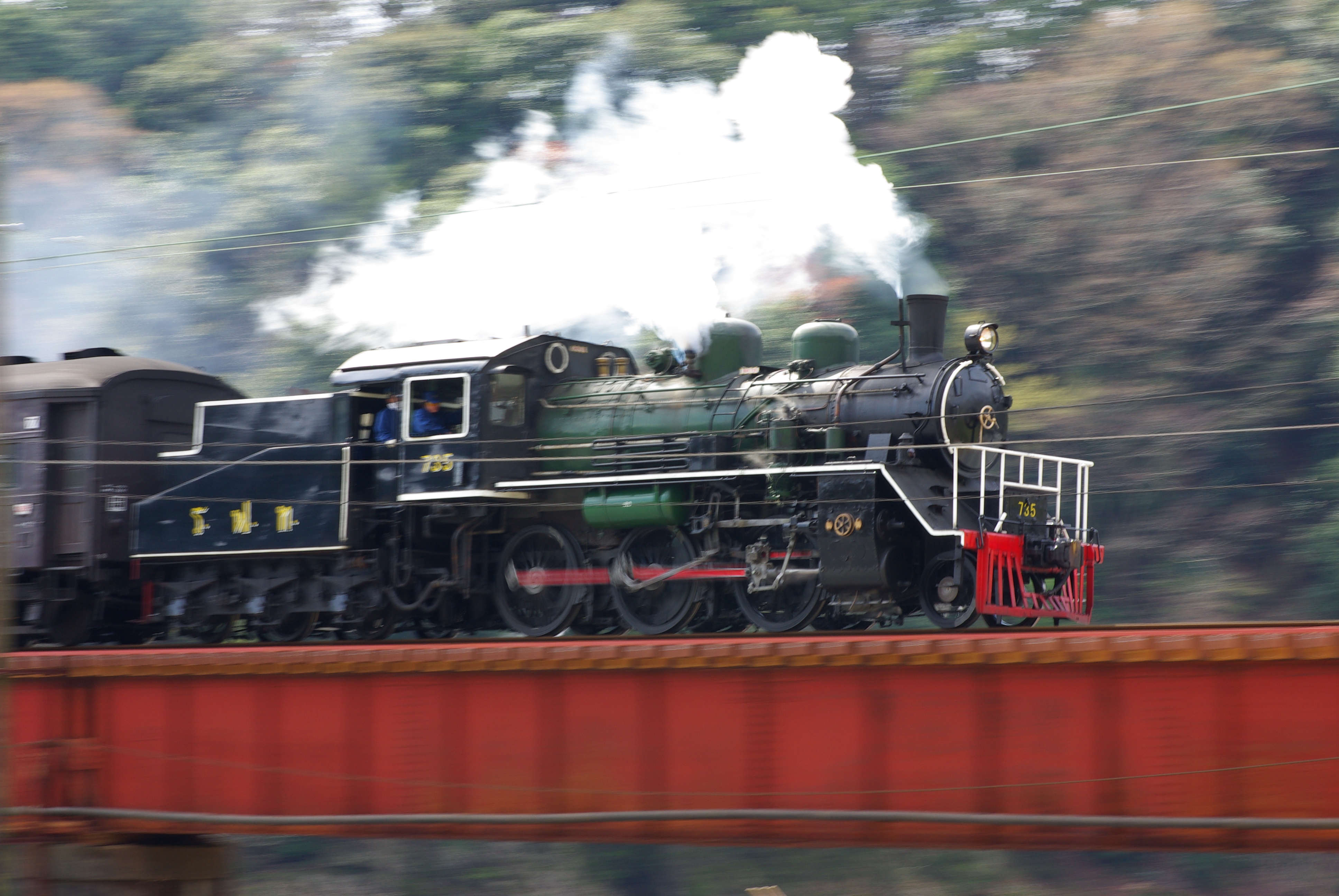
疾走するタイ国鉄色C56 44。大井川鐵道。2008年3月

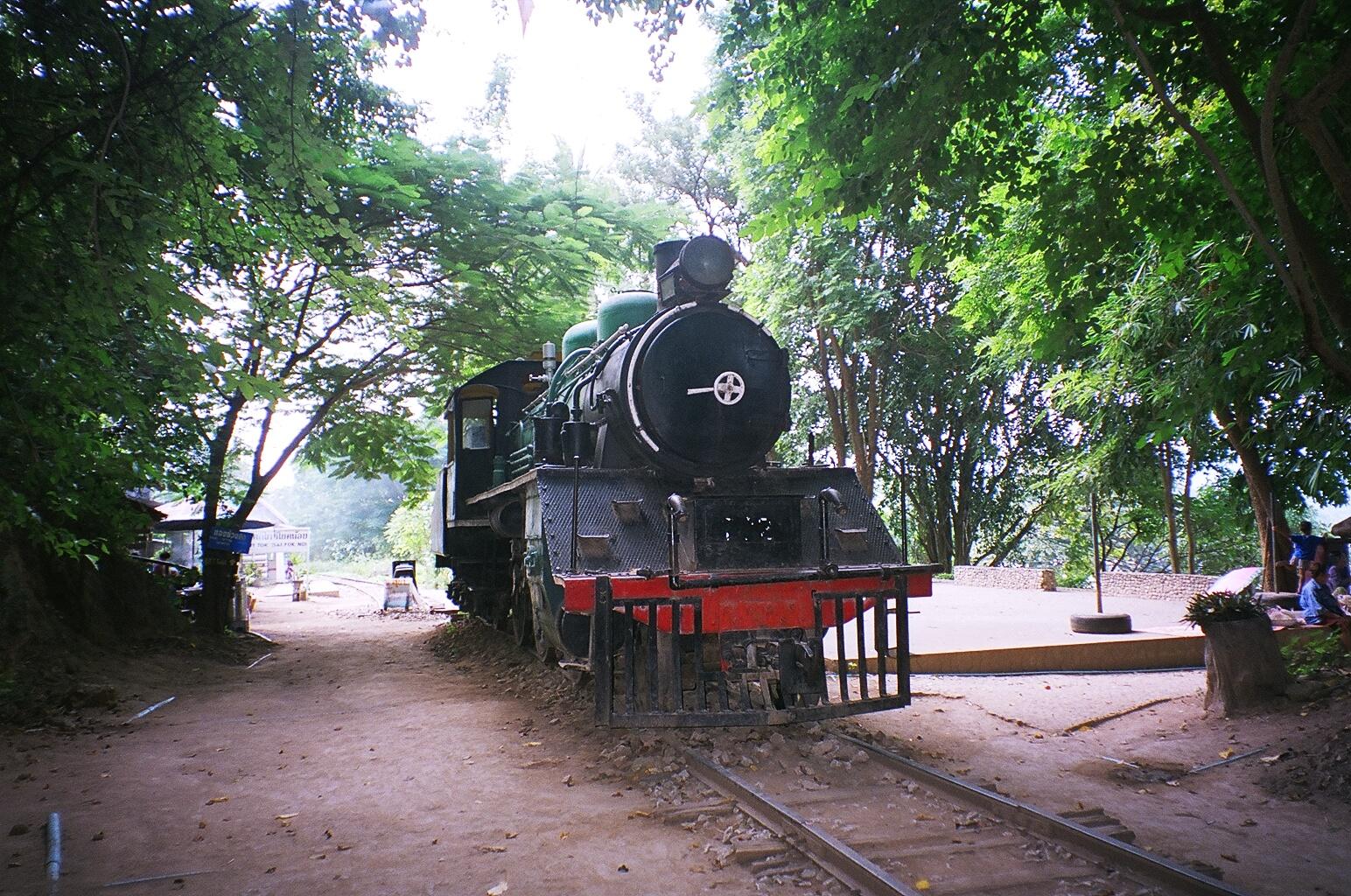
ナムトックサイヨークノーイ停車場で静態保存されている蒸気機関車702号機

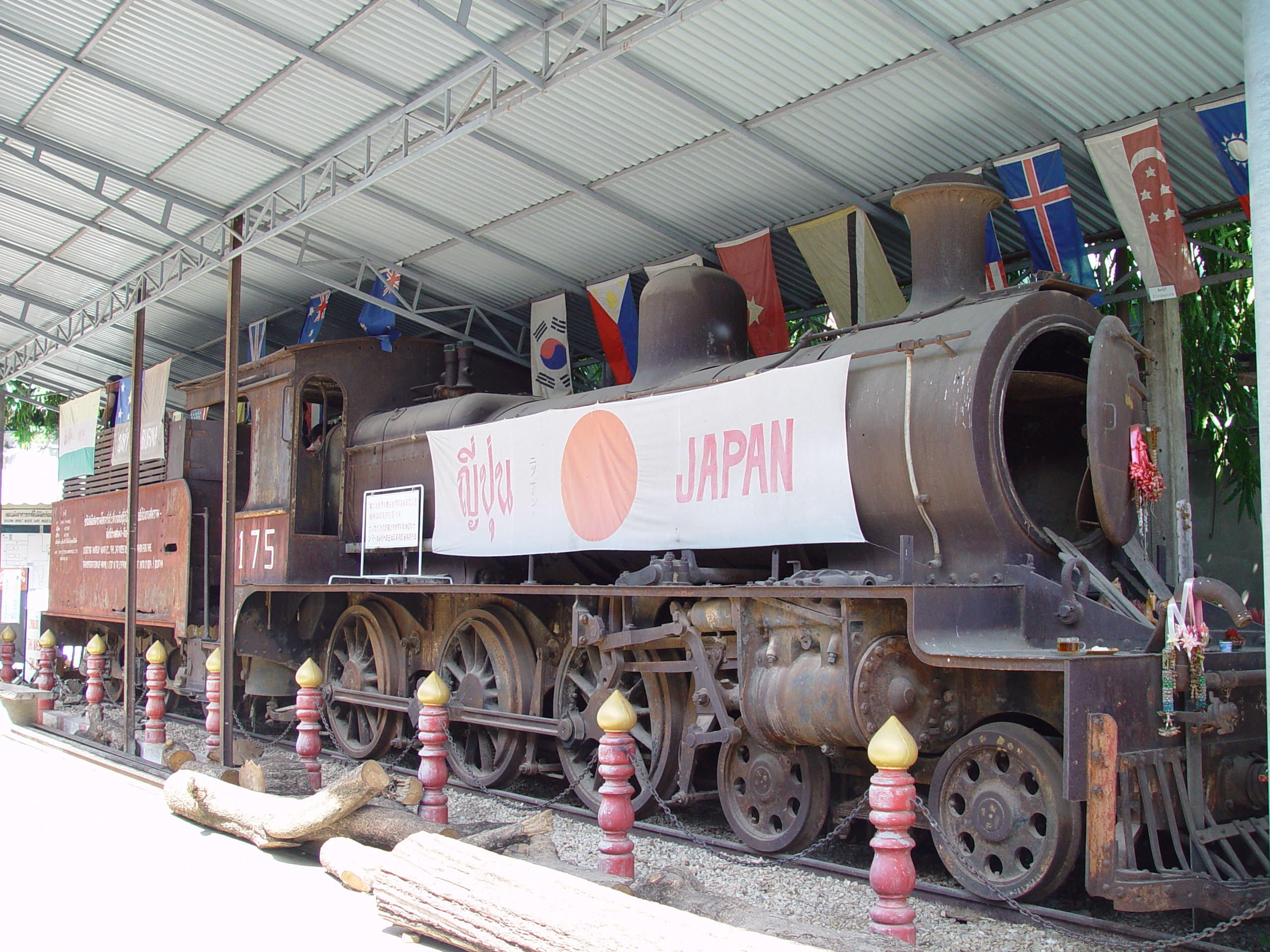
JEATH戦争博物館に展示されている蒸気機関車175号機

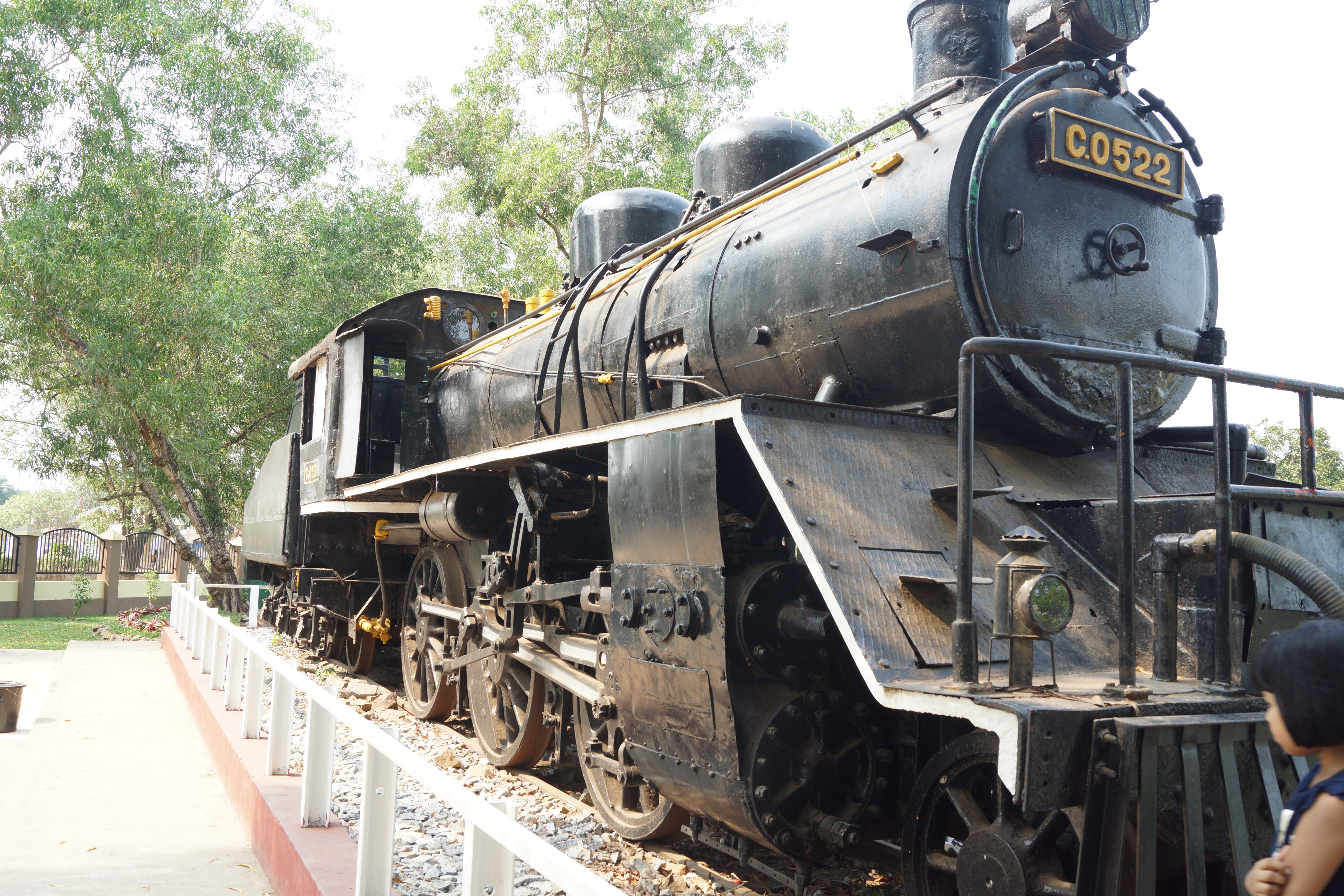
ミャンマーのタンビュザヤに展示されている蒸気機関車C0522号機（旧C56 56）

1979年6月に2両のC56形蒸気機関車（31・44号機）が帰還を果たし、日本国内で保存されている。31号機は東京・九段の靖国神社内の遊就館で静態保存されており、44号機は静岡県の大井川鐵道で動態保存されている。

44号機は同月29日に大井川鉄道（現・大井川鐵道）へ搬入され、同鉄道で動態復元され、1980年1月29日より運用されていた。動態復元当初はタイ国鉄仕様であったが、同年4月に日本国鉄仕様に復元（切り詰められた運転台屋根や炭水車の後端部形状などに、タイ時代の仕様が残る）された。しかし、老朽化が激しいことから、2003年12月17日付で休車。同鉄道の千頭駅構内にしばらく留置されていたが、2006年9月より再整備され、外観もタイ国鉄仕様に戻された。翌2007年9月4日に復活火入れ式が行なわれ、同年10月7日に運用を再開した。2010年9月中旬までこの仕様で運用され、同月中に行われた定期検査で再び日本国鉄仕様に復元。翌2011年1月29日に運用を再開。2015年には『きかんしゃジェームス号』に改装され、期間限定で運用された。

またタイ国内にも車両が多少残されており、クワイ川鉄橋近くには蒸気機関車719号機（旧C56 23 1935年汽車製造製、製造番号1352）および蒸気機関車804号機（1915年Kitson製、製造番号5162）の2両、ナムトックサイヨークノーイには蒸気機関車702号機（旧C56 4 1935年三菱重工製、製造番号156）がそれぞれ静態で保存されている。
JEATH戦争博物館には蒸気機関車175号機（1919年N.B.L.Co.,Hyde Park製、製造番号21758）また、捕虜を運ぶのに使った貨車C.G.1460がそれぞれ静態保存されている。

## 泰緬鉄道を題材とした作品
小説
- ピエール・ブール『クワイ河の橋（英語版）[32][33]』（『戦場にかける橋』）
- リチャード・フラナガン『奥のほそ道』 - 2014年度、ブッカー賞を受賞[34]。

映画
- 泰緬鉄道建設記録（1943年-） - 記録映画。日本映画社、監督・制作:伊東寿恵男。空襲や終戦時の陸軍省による焼却などでフィルムはすべて失われた[35]。
- 戦場にかける橋（1957年） - ピエール・ブールの小説『クワイ河の橋[32][33]』が原作。第30回アカデミー賞作品賞。捕虜収容所が鉄道建設の作業に直接従事する（実際には捕虜収容所が鉄道建設を行う鉄道連隊に日ごとに捕虜を貸し出す形態）、建設作業を行うのが捕虜のみ（実際には動員数も犠牲者数もアジア人労務者のほうが遥かに多かった）など史実と異なる描写が多いので注意が必要。
- 戦場にかける橋2/クワイ河からの生還（1989年） - 『戦場にかける橋』の続編であるかのようなタイトルだが無関係の作品。ジョーン・ブレアとクレイ・ブレア・Jr夫妻が泰緬鉄道建設に動員されて生き残った元戦時捕虜に取材して書き上げたノンフィクション『クワイ河からの生還』が原作だが、映画は原作には無い荒唐無稽なフィクションが多く、事実とはかけ離れた内容になっている。
- クワイ河に虹をかけた男（1994年） - 永瀬隆を取材したドキュメンタリー映画。
- エンド・オブ・オール・ウォーズ（2001年） - アーネスト・ゴードンの自伝『クワイ河収容所』を映画化。
- レイルウェイ 運命の旅路（2013年） - エリック・ローマクスの自伝『泰緬鉄道 癒される時を求めて』を映画化。